# Kill Yr Idols
Kill Yr Idols je v pořadí druhé EP americké rockové kapely Sonic Youth. Původně bylo vydáno v Německu roku 1983 pod vydavatelstvím Zensor.
V roce 1993 společnost Geffen EP vydala znovu v revidované podobě jako album Confusion Is Sex.

## Skladby

### Strana A
1. "Protect Me You" – 5:28
2. "Shaking Hell" (LP)- 4:06
3. "Shaking Hell" (live) – 3:15

### Strana B
1. "Kill Yr. Idols" – 2:51
2. "Brother James" – 3:17
3. "Early American" – 6:07